# Jenna Forrester
Jenna Forrester (Sandton, 14 giugno 2003) è una nuotatrice australiana.

## Carriera
Ha vinto un argento e un bronzo nei 400 metri misti ai campionati mondiali tra il 2023 e il 2025.

## Palmarès
- Mondiali

Fukuoka 2023: bronzo nei 400m misti.
Singapore 2025: argento nei 400m misti.
- Mondiali giovanili

Budapest 2019: argento nella 4×200m sl.